# Anna Paquin

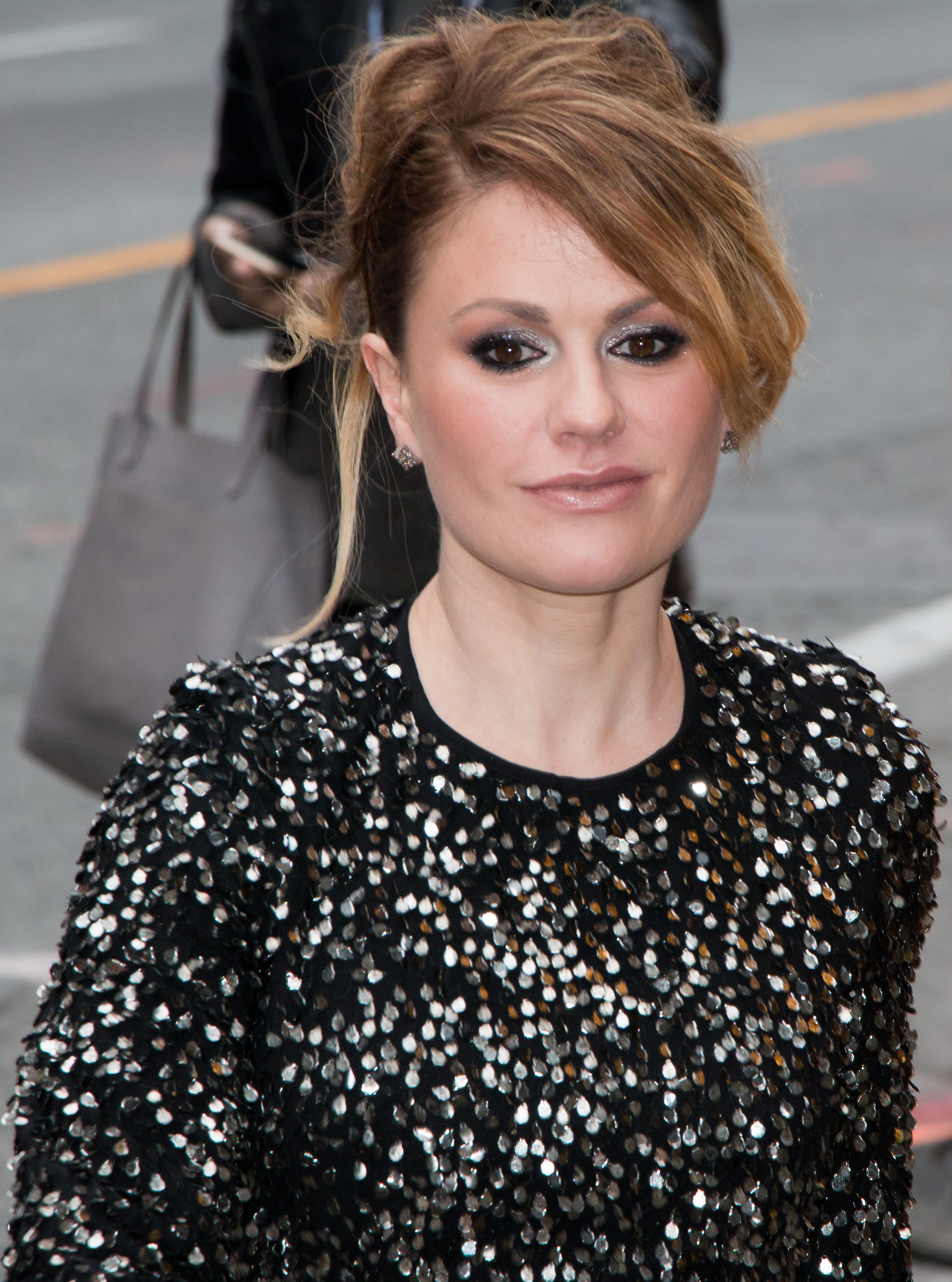
Anna Paquin (2018)

Anna Helene Paquin (* 24. Juli 1982 in Winnipeg, Manitoba) ist eine kanadisch-neuseeländische Schauspielerin. 1994 erhielt sie im Alter von elf Jahren den Oscar als Beste Nebendarstellerin im Filmdrama Das Piano und war somit die zweitjüngste Oscargewinnerin der Geschichte. Ihren Bekanntheitsgrad steigerte sie anschließend durch die X-Men-Filme und die Serie True Blood. Paquin wurde bereits fünfmal für den Golden Globe nominiert.

## Leben und Karriere

### Kindheit
Paquin wurde in Winnipeg, Kanada geboren. Ihre Mutter ist Englischlehrerin, ihr Vater Sportlehrer. Sie hat einen älteren Bruder namens Andrew (* 1977) und eine ältere Schwester namens Katya (* 1980). Ihre Kindheit verbrachte sie überwiegend in Neuseeland, nach der Scheidung ihrer Eltern 1995 zog sie mit ihrer Mutter nach Los Angeles. Sie spielte schon als Kind Viola, Cello und Piano und nahm Ballettunterricht. Nach ihrem Schulabschluss 2000 studierte sie ein Jahr lang an der Columbia University, entschied sich dann aber doch für eine Schauspielkarriere.

### Karrierebeginn und Oscargewinn
Ihre Schauspielkarriere begann 1991 in Neuseeland, als die Regisseurin Jane Campion eine junge Hauptdarstellerin für das Drama Das Piano suchte. Paquins Schwester Katya ging nach einer Anzeige in einer Zeitung zum Casting. Anna Paquin ging ursprünglich nur als Begleitung mit, wurde dann aber für die Rolle engagiert. Sie setzte sich damit gegen 5000 Bewerberinnen durch. Der Film war ein internationaler Erfolg und Paquin erhielt für ihre Rolle den Oscar als beste Nebendarstellerin. Sie ist nach Tatum O’Neal die zweitjüngste jemals mit diesem Preis ausgezeichnete Schauspielerin. Anschließend hatte sie zunächst nicht vor, Schauspielerin zu werden und lehnte neue Rollenangebote ab. Erst 1996 war sie wieder als junge Jane Eyre im gleichnamigen Film zu sehen. Im selben Jahr spielte sie die Hauptrolle in dem Drama Amy und die Wildgänse. In ihren Teenagerjahren war sie unter anderem auch in den Komödien Hurlyburly und Eine wie keine zu sehen, sowie in dem Drama Almost Famous – Fast berühmt an der Seite von Kate Hudson.

### Durchbruch mit X-Men und True Blood
Zu erneutem, weltweitem Ruhm gelangte sie 2000 durch ihre Rolle in der Comic-Verfilmung X-Men, in der sie die Mutantin Rogue spielte. Im selben Jahr war sie an der Seite von Sean Connery in dem Drama Forrester – Gefunden! zu sehen. 2003 spielte sie erneut die Rogue in X-Men 2 und wiederholte diese Rolle auch 2006 im dritten Teil X-Men: Der letzte Widerstand. Für ihre Arbeit an dem Fernsehfilm Bury My Heart at Wounded Knee im Jahr 2007 wurde sie für den Golden Globe Award und den Emmy Award nominiert.
Von 2008 bis 2014 spielte Paquin die Hauptrolle in der Vampir-Serie True Blood. Die Serie basiert auf der Sookie-Stackhouse-Buchreihe von Charlaine Harris. Für diese Rolle erhielt sie 2009 den Golden Globe als beste Serien-Hauptdarstellerin und wurde auch 2010 in dieser Kategorie nominiert. Einen weiteren Erfolg im Fernsehen hatte sie 2009 mit der Titelrolle des Films The Courageous Heart of Irena Sendler, die ihr ebenfalls eine Nominierung für den Golden Globe einbrachte. 2010 war sie an der Seite von Katie Holmes in der Komödie The Romantics zu sehen und hat einen Cameo-Auftritt in Scream 4 übernommen.
Der Scream Award für den besten Gruselschauspieler wurde Anna Paquin von Paul Wesley, Nina Dobrev und Ian Somerhalder verliehen.

## Persönliches
Paquin ist seit 2009 mit ihrem Serienkollegen Stephen Moyer liiert. In der Serie True Blood spielen die beiden ein Paar. Am 21. August 2010 heiratete das Paar in Malibu. Außerdem outete sich Paquin 2010 als bisexuell. Paquin ist Stiefmutter eines Sohnes (* 2000) und einer Tochter (* 2002). Im September 2012 bekam das Paar Zwillinge.

## Filmografie (Auswahl)
- 1993: Das Piano (The Piano)

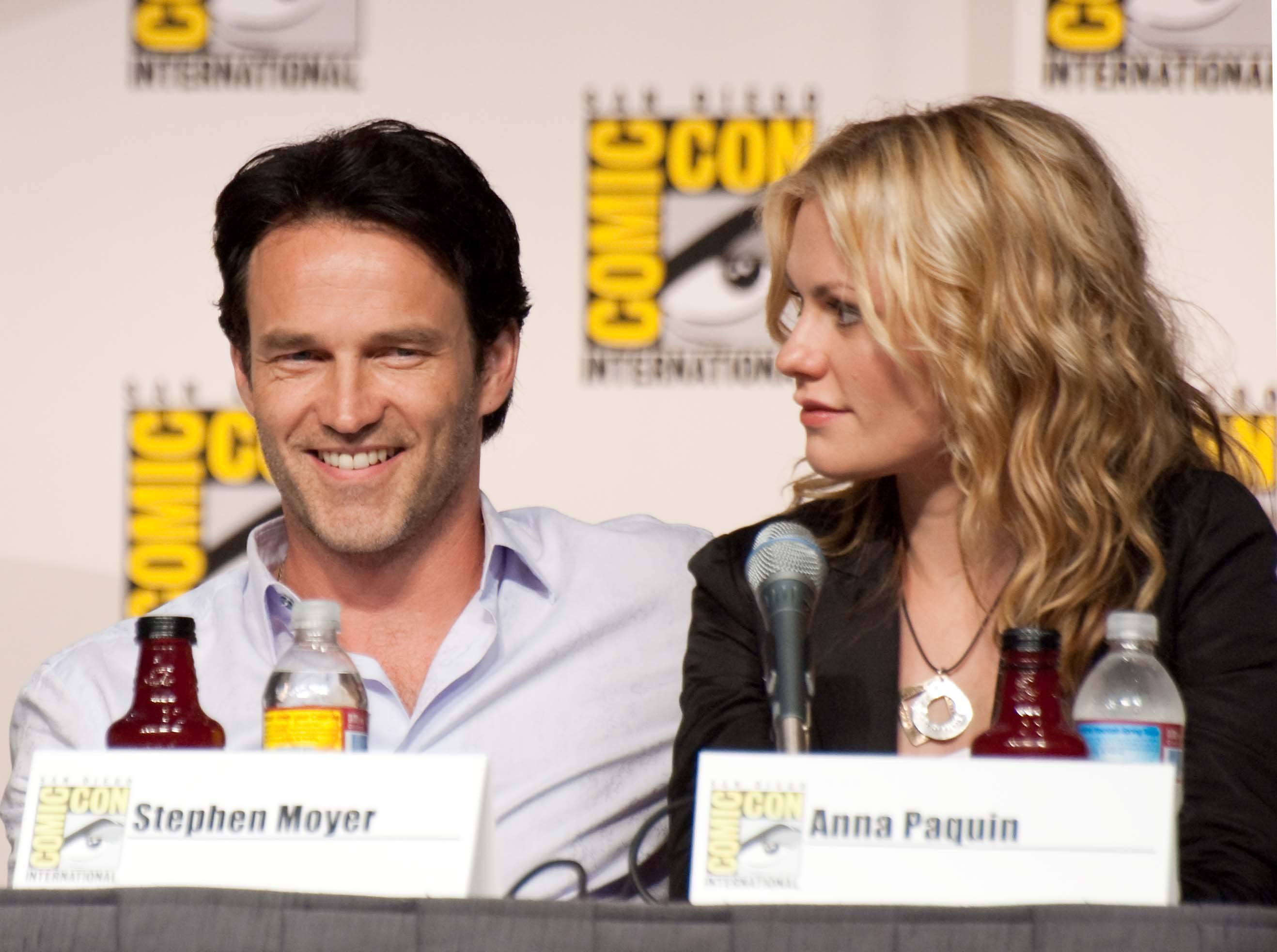
Paquin mit Ehemann Stephen Moyer 2009

- 1996: Amy und die Wildgänse (Fly Away Home)
- 1996: Jane Eyre
- 1997: Amistad
- 1997: The Member Of The Wedding (Fernsehfilm)
- 1998: Hurlyburly
- 1999: Sleepless Beauty (Fernsehfilm)
- 1999: Rage – Irrsinnige Gewalt (All the Rage)
- 1999: Eine wie keine (She’s all that)
- 1999: A Walk on the Moon
- 2000: Almost Famous – Fast berühmt (Almost Famous)
- 2000: X-Men
- 2000: Forrester – Gefunden! (Finding Forrester)
- 2001: Army Go Home! (Buffalo Soldiers)
- 2002: Darkness
- 2002: 25 Stunden (25th Hour)
- 2003: X-Men 2 (X2)
- 2003: Das Schloss im Himmel (Tenkū no Shiro Rapyuta) – Stimme von Shīta
- 2004: Steamboy (Stimme)
- 2005: Der Tintenfisch und der Wal (The Squid and the Whale)
- 2005: Joan of Arc (Fernsehfilm, Stimme)
- 2006: X-Men: Der letzte Widerstand (X-Men: The Last Stand)
- 2007: Blue State – Eine Reise ins Blaue (Blue State)
- 2007: Mosaic (Stimme)
- 2007: Bury My Heart at Wounded Knee (Fernsehfilm)
- 2007: Trick ’r Treat – Die Nacht der Schrecken (Trick’r Treat)
- 2008–2014: True Blood (Fernsehserie, 81 Folgen)
- 2009: The Courageous Heart of Irena Sendler (Fernsehfilm)
- 2010: Open House
- 2010: The Romantics
- 2011: Scream 4
- 2011: Margaret
- 2012: Free Ride
- 2013: Straight A’s
- 2013: Susanna (Fernsehserie, 6 Folgen)
- 2014: X-Men: Zukunft ist Vergangenheit (X-Men: Days of Future Past)
- 2015: Arlo & Spot (The Good Dinosaur) – Stimme von Ramsey
- 2016: Roots (Miniserie, Folge 4)
- 2017: Alias Grace (Miniserie, 6 Folgen)
- 2017: Philip K. Dick’s Electric Dreams (Fernsehserie, Folge 1x05)
- 2017: Bellevue (Fernsehserie, 8 Folgen)
- 2018: Furlough
- 2018: The Parting Glass
- 2018: Der Honiggarten – Das Geheimnis der Bienen (Tell It to the Bees)
- 2019–2020: Flack (Fernsehserie, 12 Folgen)
- 2019: The Affair (Fernsehserie, 11 Folgen)
- 2019: The Irishman
- 2021: American Underdog
- 2022: A Bit of Light
- 2022: A Friend of the Family  (Fernsehserie, 9 Folgen)
- 2023: True Spirit

## Bühnenstücke
- 2001: The Glory Of Living
- 2002: This Is Our Youth
- 2004: Roulette
- 2004: The Distance From Here
- 2005: After Ashley

## Auszeichnungen
Academy Awards
- 1994: Auszeichnung in der Kategorie Beste Nebendarstellerin für Das Piano

Academy of Science Fiction, Fantasy & Horror Films (Saturn Award)
- 2001: Nominierung in der Kategorie Beste junge Schauspielerin für X-Men
- 2009: Nominierung in der Kategorie Beste Fernsehschauspielerin für True Blood
- 2010: Nominierung in der Kategorie Beste Fernsehschauspielerin für True Blood

Emmy Awards
- 2007: Nominierung in der Kategorie Beste Nebendarstellerin in einer Mini-Serie oder einem Film für Bury My Heart at Wounded Knee

Golden Globe Awards
- 1994: Nominierung in der Kategorie Beste Nebendarstellerin für Das Piano
- 2008: Nominierung in der Kategorie Beste Nebendarstellerin – Serie, Mini-Serie oder TV-Film für Bury My Heart at Wounded Knee
- 2009: Auszeichnung in der Kategorie als Beste Serien-Hauptdarstellerin – Drama für True Blood
- 2010: Nominierung in der Kategorie Beste Serien-Hauptdarstellerin – Drama für True Blood
- 2010: Nominierung in der Kategorie Beste Hauptdarstellerin – Serie, Mini-Serie oder TV-Film für The Courageous Heart of Irena Sendler

Los Angeles Film Critics Association Awards
- 1993: Auszeichnung in der Kategorie Beste Nebendarstellerin für Das Piano

MTV Movie Awards
- 2001: Nominierung in der Kategorie Bestes Leinwand-Team für X-Men (mit: Halle Berry, Hugh Jackman und James Marsden)
- 2004: Nominierung in der Kategorie Bester Kuss für X-Men 2 (mit: Shawn Ashmore)

Online Film Critics Society Awards
- 2001: Auszeichnung in der Kategorie Bestes Ensemble für Almost Famous

Satellite Awards
- 2008: Auszeichnung in der Kategorie Beste Schauspielerin in einer Fernsehserie für True Blood
- 2009: Auszeichnung in der Kategorie Bestes Ensemble in einer Serie für True Blood

Screen Actors Guild Awards
- 2001: Nominierung in der Kategorie Bestes Ensemble für Almost Famous
- 2008: Nominierung in der Kategorie Beste Nebendarstellerin in einer Mini-Serie oder einem TV-Film für Bury My Heart at Wounded Knee
- 2010: Nominierung in der Kategorie Bestes Ensemble in einer Drama-Serie für True Blood

Scream Awards
- 2009: Auszeichnung in der Kategorie Beste Darstellerin in einer Horror-Serie für True Blood
- 2010: Auszeichnung in der Kategorie Beste Darstellerin in einer Horror-Serie für True Blood

Teen Choice Awards
- 2003: Nominierung in der Kategorie Beste Leinwad-Chemie für X-Men 2 (mit: Shawn Ashmore)

Young Artist Awards
- 1997: Nominierung in der Kategorie Beste Hauptdarstellerin für Amy und die Wildgänse
- 1998: Nominierung in der Kategorie Beste Fernsehschauspielerin für The Member of the Wedding
- 2000: Nominierung in der Kategorie Beste Nebendarstellerin für A Walk on the Moon